# Stade Pod Dubňom
Le stade Pod Dubňom (Štadión Pod Dubňom en slovaque) est un stade de football situé à Žilina. Cette enceinte de 11 181 places accueille les matchs du MŠK Žilina. Le stade accueille aussi des matchs de l'équipe de Slovaquie de football.

## Galerie

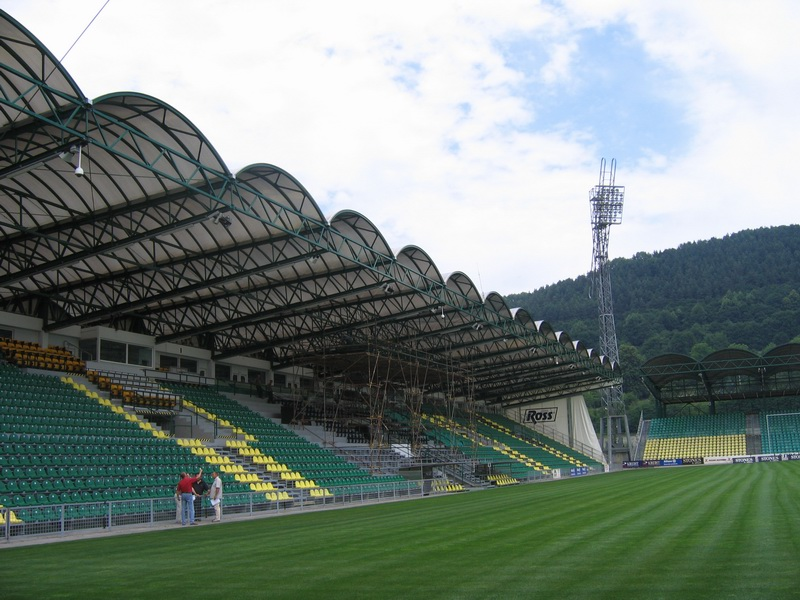
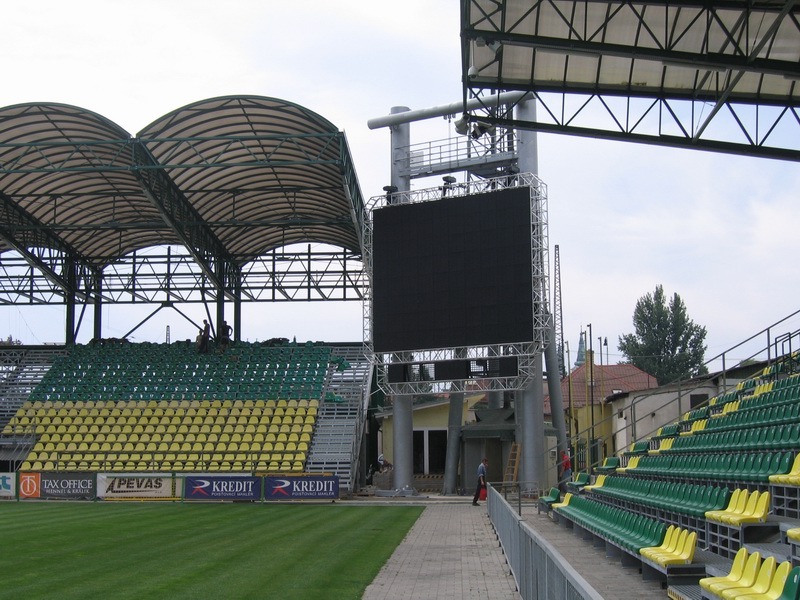